# ハノーファー空港
ハノーファー空港（Flughafen Hannover-Langenhagen、正式名：ハノーファー・ランゲンハーゲン空港）は、ドイツ・ニーダーザクセン州の州都ハノーファーにある国際空港である。

## 概要
ハノーファーの中心部から北へ11Kmに位置している、ニーダーザクセン州ではもっとも大きな空港。2019年度の旅客数は約630万人で、ドイツ国内第9位。

## 歴史
- 1945年まで使用されていたエヴァースホルスト航空基地の跡地に建設された。すでに運用していたハノーファー・ファーレンヴァルト空港（Flughafen Hannover-Vahrenwald）が都市部に近すぎたため拡張できず、その代替となる民間空港として1950年に建設が始まった。
- 1952年開港。同年からスカンジナビア航空やパンアメリカン航空などが乗り入れる。
- 1959年、全長1680メートルの一本目の滑走路が、全長2340メートルにまで延長された。
- 1963年に二番目の滑走路（780メートル）が完成。

- 1965年には100万人の年間利用者数を記録する。

- 1966年に三番目の滑走路となる北滑走路が完成。
- 1970年、年間利用者数が200万人を突破する。

- 1971年にはジャンボジェット機（ボーイング747-100）が初就航。
- 1973年より新ターミナルビル運用開始。
- 1976年より旧ターミナルビルは貨物運輸専用ターミナルとして使用。
- 1990年には北滑走路が3800メートルまで延長され、大陸間旅客運輸の幅が広がる。同年、ニューヨーク便、マイアミ便などの運航が開始される。
- 1998年には当空港最大のCターミナルが開業。
- 2000年、ハノーヴァー万国博覧会開催に合わせて、Sバーンが乗り入れる空港地下駅が開業した。

## 空港へのアクセス
30分間隔で運行されるSバーンが、空港とハノーファー中心部とを結んでいる。ハノーファー中央駅からの所要時間は18分程度。

## 就航路線
| 航空会社         | 就航地                                    |
| ---------------- | ----------------------------------------- |
| ユーロウィングス | ベイルート(2025年11月6日より運航開始予定) |

コードシェア・季節運航も含む
- ルフトハンザドイツ航空
- ユーロウイングス
- コンドル航空
- TUI航空
- ターキッシュ エアラインズ
- ペガサス航空
- サンエクスプレス
- コレンドン航空
- アエロフロート・ロシア航空
- S7航空
- ノードウィンド航空
- チュニスエア
- ヌーベル航空
- LOTポーランド航空
- ウィズエアー
- ブエリング航空
- オップ!
- ブリティッシュ・エアウェイズ
- スカンジナビア航空
- オーストリア航空
- エア・セルビア
- スイス インターナショナル エアラインズ